# Korfantów
Korfantów là một thị trấn thuộc huyện Nyski, tỉnh Opolskie ở nam Ba Lan. Thị trấn có diện tích 10 km². Đến ngày 1 tháng 1 năm 2011, dân số của thị trấn là 1856 người và mật độ 181 người/km².